# Nathan Doak

a Compétitions nationales et continentales officielles uniquement.

b Matchs officiels uniquement.
Dernière mise à jour le 2 août 2025.
Nathan Doak, né le 17 décembre 2001 à Lisburn (Irlande du Nord), est un joueur irlandais de rugby à XV. Il évolue principalement au poste de demi de mêlée au sein de l'effectif de l'Ulster en United Rugby Championship.
Il est le fils de Neil Doak (en), joueur puis entraineur irlandais de rugby à XV et également joueur de cricket.

## Biographie

### Jeunesse et formation
Nathan Doak naît le 17 décembre 2001 à Lisburn. Sa mère a été une coureuse de fond, tandis que son père Neil Doak (en) est un ancien joueur devenu ensuite entraineur de rugby à XV et également ancien joueur de cricket.
De ce fait, il commence lui aussi la pratique du rugby à l'âge de douze ans au sein de la Wallace High School (en) basée dans sa ville natale. En parallèle, il a également pratiqué le football et le cricket mais il a dû faire un choix entre ce dernier et le rugby à l'âge de seize ans. Il choisit donc le rugby, encouragé par le fait qu'il a l'occasion d'évoluer avec l'Ulster comme son père avant lui.
Étant tout d'abord formé en demi d'ouverture, il est ensuite placé au poste de demi de mêlée par son entraineur chez les équipes de jeunes de l'Ulster en raison d'un manque de joueurs dans l'effectif à ce poste,.
En mars 2020, il mène l'équipe de rugby de la Wallace High School en finale de l'Ulster Schools' Cup (en), cependant le match n'est pas joué en raison de la pandémie de Covid-19 et les deux finalistes se partagent alors le trophée,,. À l'issue de la saison, il est élu Ulster Schools' Player of the Year.
En amont de la saison 2020-2021, il est annoncé qu'il intègre l'Academy (centre de formation) de l'Ulster après avoir notamment déjà évolué avec l'Ulster A (équipe réserve) en Celtic Cup (en) lors de la saison 2019-2020, de plus il a également été sélectionné avec l'équipe d'Irlande scolaire des moins de 18 ans ainsi que l'équipe d'Irlande des moins de 19 ans.

### Carrière professionnelle
En janvier 2021, Nathan Doak est convoqué pour la première fois sur une feuille de match professionnelle avec l'Ulster pour disputer une rencontre de Pro14 contre le Munster, une affiche dont il avait été la mascotte onze ans plus tôt. Durant la rencontre, il dispute ses premières minutes professionnelles à l'âge de dix-neuf ans. Le même mois, il signe un contrat development (espoir) le liant jusqu'en 2023 avec sa province. Quatre mois plus tard, il dispute sa deuxième rencontre de la saison face au Leinster en Pro14 Rainbow Cup. En juin de la même année, il est sélectionné par l'équipe d'Irlande des moins de 20 ans pour participer au Tournoi des Six Nations des moins de 20 ans. Pour son premier match, à l'occasion de la deuxième journée, il est titularisé au poste de demi de mêlée et inscrit vingt points, dont un essai, lors de la victoire 40 à 12 de son équipe contre le pays de Galles à l'extérieur. Pour les deux journées suivantes, il est aligné au même poste. Lors de la cinquième journée, il est placé au poste d'ouvreur. Il termine meilleur réalisateur de la compétition avec un total de quarante-huit points inscrits.
Dès le début de la saison 2021-2022, il profite de la blessure de John Cooney lors de la première journée du United Rugby Championship en le remplaçant et contribue à la victoire des siens en inscrivant un total de onze points, dont son premier essai professionnel, pendant le succès 35 à 29 des siens contre les Glasgow Warriors. Par la suite, il est régulièrement aligné avec l'Ulster et est l'auteur de bonnes performances,,, faisant de lui un joueur prometteur. Il connaît notamment sa première titularisation la journée suivante avec la blessure de Cooney. Pour la troisième journée, de nouveau titulaire, il réalise une très bonne performance en inscrivant un doublé ainsi que huit points au pied lors du succès des siens sur le score de 28 à 8 contre le Benetton Trévise. Durant cette période, il se montre particulièrement précis au pied, étant l'auteur de quinze coups de pied réussis sur dix-sept tentés. En décembre 2021, il dispute ses premières minutes en Coupe d'Europe sur la pelouse de l'ASM Clermont Auvergne. Le même mois, il signe son premier contrat senior. Le mois suivant, il est titularisé pour la première fois en compétition européenne contre les Northampton Saints, il délivre une bonne performance et inscrit notamment un essai durant la victoire 24 à 20 de son équipe à l'extérieur. La semaine suivante, il se montre une nouvelle fois décisif en contribuant à la victoire des siens lors du match retour contre l'ASM Clermont Auvergne,. En fin de saison l'Ulster se qualifie pour les quarts de finale du United Rugby Championship où il est remplaçant et participe à la qualification des siens pour les demi finales. Néanmoins, son équipe est éliminé par les futurs champions, les Stormers, dès le tour suivant. Cette saison-là, il dispute vingt-deux rencontres, dont treize en qualité de titulaire, inscrit quatre essais et un total de cent-trente-quatre points. Il est nommé pour la récompense de Jeune joueur de l'année de son équipe.
Au mois de septembre 2022, il est nommé dans le groupe de l'Emerging Ireland (en) pour disputer une tournée en Afrique du Sud dans le cadre du Toyota Challenge (en). Durant cette tournée, il joue deux rencontres, en étant titularisé deux fois et inscrit un essai,. Fin octobre suivant, il est intégré à l'effectif de l'équipe d'Irlande en amont de la tournée d'automne, mais ne dispute pas de rencontre. Au mois de décembre, il est aligné pour la première fois à l'ouverture avec l'Ulster. En mars suivant, il reçoit une récompense d'homme du match lors du succès des siens 42 à 20 sur le terrain de Cardiff Rugby où il marque un total de dix-sept points, dont un essai. Cette saison-là avec l'Ulster, il joue un total de vingt rencontres, dont douze comme titulaire, et inscrit quatre-vingt points.
En début de saison 2023-2024, il profite de la blessure de John Cooney pour engranger du temps de jeu. Lors de la première journée de l'URC, il est déjà décisif en inscrivant dix points lors de la victoire 40 à 36 sur le terrain du Zebre. La journée suivante, il récidive en inscrivant seize points cette fois-ci pendant la victoire 26-19 des siens contre les Bulls. En novembre 2023, il dispute son cinquantième match avec l'Ulster,, où il joue la majeure partie de la rencontre au poste de demi d'ouverture après les blessures de ses coéquipiers Billy Burns et Jake Flannery (en). Après ce début de saison, il est plus souvent utilisé comme remplaçant. Toutefois, après le départ de l'entraîneur Dan McFarland (en) et l'arrivée de Richie Murphy (en), ce dernier l'installe plusieurs fois en tant que demi d'ouverture. Au total, il dispute vingt-trois rencontres, seulement dix comme titulaire, et inscrit soixante-treize points. À l'issue de la saison, il est convoqué en équipe d'Irlande en cours de tournée, après la blessure de Craig Casey, pour la première fois depuis novembre 2022. Toutefois, il ne dispute aucune rencontre.
À l'automne suivant, il n'est pas retenu avec l'Irlande pour les test matchs de fin d'année. Au mois de février 2025, il est convoqué en équipe d'Irlande A (en) et titularisé afin d'affronter l'Angleterre A. Les Irlandais s'inclinent 28 à 12 dans un match où il inscrit une transformation. En fin de saison, sa province ne réussit pas à se qualifier pour les phases finales de l'URC ainsi que pour la prochaine Champions Cup. Il voit également le départ de son principal concurrent, et ami, John Cooney à l'issue de la saison. Cette saison-là, il s'impose comme le demi de mêlée titulaire de l'Ulster, disputant quinze matchs en tant que titulaire sur les vingt-deux qu'il joue, pour quatre-vingt-un points inscrits. Pour la tournée d'été 2025, il fait partie des treize joueurs non capés convoqués par le XV du Trèfle mais il ne connaît toujours pas ses débuts internationaux.

## Statistiques

### En province
| Saison       | Club         | Compétition               | Matchs | Points | Essais | Pén. | Tr. | Drops |
| ------------ | ------------ | ------------------------- | ------ | ------ | ------ | ---- | --- | ----- |
| 2020-2021    | Ulster       | Pro14                     | 1      | -      | -      | -    | -   | -     |
| 2020-2021    | Ulster       | Pro14 Rainbow Cup         | 1      | -      | -      | -    | -   | -     |
| 2021-2022    | Ulster       | United Rugby Championship | 18     | 118    | 3      | 17   | 26  | -     |
| 2021-2022    | Ulster       | Coupe d'Europe            | 4      | 16     | 1      | 1    | 4   | -     |
| 2022-2023    | Ulster       | United Rugby Championship | 15     | 71     | 3      | 4    | 22  | -     |
| 2022-2023    | Ulster       | Champions Cup             | 5      | 9      | -      | 3    | -   | -     |
| 2023-2024    | Ulster       | United Rugby Championship | 17     | 58     | -      | 10   | 14  | -     |
| 2023-2024    | Ulster       | Champions Cup             | 4      | 15     | 1      | -    | 5   | -     |
| 2023-2024    | Ulster       | Challenge Cup             | 2      | -      | -      | -    | -   | -     |
| 2024-2025    | Ulster       | United Rugby Championship | 17     | 60     | 2      | 4    | 19  | -     |
| 2024-2025    | Ulster       | Champions Cup             | 5      | 21     | -      | 1    | 9   | -     |
| Total Ulster | Total Ulster | Total Ulster              | 89     | 368    | 10     | 40   | 99  | 0     |

### En équipe d'Irlande des moins de 20 ans
Nathan Doak compte 4 sélections dont 4 en tant que titulaire avec l'équipe d'Irlande des moins de 20 ans, depuis sa première sélection le 25 juin 2021 face au pays de Galles. Il participe à une édition du Tournoi des Six Nations des moins de 20 ans en 2021. Il inscrit 48 points.

## Palmarès
- Élu Ulster Schools' Players of the Year en 2020.
- Meilleur réalisateur du Tournoi des Six Nations des moins de 20 ans en 2021 (48 points).